# Estrilda de capell
L'estrilda de capell (Estrilda atricapilla) és una espècie dels ocells estríldids que habiten a Angola, Burundi, República del Congo, Camerun, la República Democràtica del Congo, Guinea Equatorial, el Gabon, Kenya, Ruanda i Uganda. Àfrica central. El seu estat de conservació segons la Llista Vermella és de baix risc (LC).